# Jemand muss sterben
Jemand muss sterben (im Original: Alguien tiene que morir) ist eine dreiteilige spanisch-mexikanisch Thriller-Miniserie, die im Auftrag von Netflix produziert und als Netflix Original am 16. Oktober 2020 veröffentlicht wurde.

## Handlung
Anfang der 1950er Jahre lebt Gabino Falcón bereits zehn Jahre in Mexiko, als er von seiner wohlhabenden und konservativen Familie aufgefordert wird, wieder nach Spanien zurückzukehren. Denn die Familie, die ihren Sohn endlich vermählen will, will Gabino mit der schönen Cayetana bekannt machen. Doch Gabino kehrt nicht alleine in die Heimat zurück, mit dabei ist der Balletttänzer Lázaro, in den er heimlich verliebt ist. Während Gabino mit dem Bruder und Vater von Cayetana versucht, einen Deal über den Bau einer neuen Schuhfabrik einzufädeln, versucht Cayetana, die Mitglieder der Familie Falcón so zu manipulieren, dass sie ihre Vorteile daraus ziehen kann. Nachdem Gabinos Vater Gregorio Gewissheit darüber bekommt, dass sein Sohn schwul ist, lässt er ihn in ein Internierungslager für schwule Männer bringen. Gabino wird dort gefoltert und soll so dazu gezwungen werden, den Aufenthaltsort von Lázaro preiszugeben. Gleichzeitig beginnt Lázaro eine Liebelei mit Mina, der Mutter von Gabino.

## Hintergrund
Jemand muss sterben wurde im Rahmen eines Exklusivvertrags mit Netflix von Manolo Caro erdacht und inszeniert. Caro verwirklichte für den Streamingdienst zuvor die Serie Blumige Aussichten. Ausführende Produktionsgesellschaft ist Caros Noc Noc Cinema. Die Dreharbeiten fanden ab Ende Oktober 2019 in Spanien statt.

## Episodenliste
| Nr.                                                                         | Deutscher Titel      | Originaltitel      |
| --------------------------------------------------------------------------- | -------------------- | ------------------ |
| 1                                                                           | Freilassen der Beute | Soltar la presa    |
| 2                                                                           | Zielen               | Tomar puntería     |
| 3                                                                           | Abdrücken            | Apretar el gatillo |
| Alle Folgen wurden am 16. Oktober 2020 weltweit auf Netflix veröffentlicht. |                      |                    |

## Synchronisation
Die deutschsprachige Synchronisation entstand nach dem Dialogbuch von Frank Felicetti unter der Dialogregie von Robert Kotulla für CSC-Studio in Hamburg.

## Rezeption
In der Internet Movie Database bewerteten knapp 2.000 Zuschauer die Serie mit 6,3 von 10 Sternen.
Für film-rezensionen.de schreibt Oliver Armknecht, dass Jemand muss sterben einerseits die Verhältnisse im Spanien der 1950er Jahre beschreibt, also eine Gesellschaft unter der Diktatur Francos, andererseits das Porträt einer „durch und durch dysfunktionalen Familie“ sei. Dieses Porträt erscheint ihm „überzogen ohne Ende“, wobei Caro auch nicht davor zurückschrecke, „sich im Seifenoper-Schlamm zu suhlen.“ Armknecht bezeichnet die Serie als „Edeltrash“ und die Figuren „ohne jegliche Nuance und Entwicklung“. Die Geschichte hätte aus seiner Sicht mehr Folgen gebraucht, da alles in einem „abrupten und hektischen Finale“ ende. Ähnlich fällt die Kritik von Serienjunkies aus, die ebenfalls schreiben, dass die „Figurenzeichnung […] etwas flach“ sei und die Geschichte „ohne größere Überraschungen“ erzählt werde. Interessant sei die Serie nur für Zuschauer, „die sich für Spanien, Geschichte oder am besten beides zusammen interessieren.“